# 巴瓦尼曼迪
巴瓦尼曼迪（Bhawani Mandi），是印度拉贾斯坦邦Jhalawar县的一个城镇。总人口35682（2001年）。

## 人口
该地2001年总人口35682人，其中男性18921人，女性16761人；0—6岁人口4900人，其中男2590人，女2310人；识字率68.98%，其中男性为78.48%，女性为58.27%。